# Samir Ujkani
Samir Ujkani (Vučitrn, 5 juli 1988) is een Kosovaars-Albanees-Belgisch voetballer die dienstdoet als doelman. Ujkani speelde twintig interlands in het Albanees voetbalelftal, maar debuteerde in 2014 in het Kosovaars voetbalelftal. Hij is de jongere broer van oud-doelman Emir Ujkani.

## Clubcarrière
Ujkani werd geboren in Vučitrn (Kosovo, ex-Joegoslavië). Op zesjarige leeftijd verhuisde hij naar België. Hij sloot zich daar aan bij SWI Harelbeke, maar verhuisde in 2006 naar RSC Anderlecht. Daar kwam hij uit in het jeugdelftal onder 19 en speelde hij tien keer met de reserves. In januari 2006 mocht hij met het eerste elftal mee op winterstage naar het Spaanse La Manga.
In juli 2007 ondertekende Ujkani een contract voor vijf seizoenen bij US Palermo, dat de doelman in februari 2007 had opgemerkt op de Viareggio Cup, waar Anderlecht in de halve finale pas na strafschoppen sneuvelde tegen AS Roma. In zijn eerste seizoen zat hij enkele keren op de bank in de Italiaanse competitie en de UEFA Cup. Hij startte het seizoen 2008/09 als derde doelman, maar na het vertrek van Alberto Fontana werd hij tweede doelman. Hij maakte op 26 april 2009 zijn debuut in de Serie A tegen AC Milan, toen hij de geblesseerde eerste doelman Marco Amelia verving.
Tijdens het seizoen 2009/10 werd Ujkani verhuurd aan Novara Calcio, op dat moment actief in de Serie C. Daar was hij eerste doelman en had hij zodoende een aandeel in de promotie naar de Serie B. Daardoor werd hij een extra seizoen gehuurd. Vanaf januari 2011 bezat Novara Calcio vijftig procent van zijn transferrechten, in het kader van de transfer van Pablo Andrés González. In juli 2012 werd hij wederom speler van Palermo, waar hij nu ging fungeren als eerste doelman. Emiliano Viviano werd voor een jaar uitgeleend aan Fiorentina.
In januari 2013 werd Ujkani voor zes maanden uitgeleend aan Chievo Verona. De eerste seizoenshelft was hij eerste doelman van Palermo, maar de eilandbewoners haalden de ervaren Stefano Sorrentino tijdens de winterstop, waardoor Ujkani plaats moest maken. Sorrentino en Ujkani wisselden zo (in het geval van Ujkani tijdelijk) van club. In het seizoen 2013/14 kwam Ujkani elfmaal voor Chievo in actie in de competitie en 27 duels nam hij plaats op de reservebank. Na nog drie competitieduels in 2014/15 was hij in juli 2015 transfervrij.
In juli 2015 ondertekende hij een contract voor drie seizoenen bij Genoa CFC, de nummer zes van de Serie A in het voorgaande seizoen. Ujkani startte er het seizoen als de doublure van de een jaar jongere Eugenio Lamanna, die vervolgens zijn plaats in doel verloor aan de nog jongere Mattia Perin. Tijdens de tweede seizoenshelft van het seizoen 2015/16 leende de club hem uit aan tweedeklasser SSD Latina Calcio 1932, het seizoen daarop aan reeksgenoot AC Pisa 1909. Bij beide clubs was Ujkani een vaste waarde. In het seizoen 2017/18 was Ujkani in de Serie B actief bij US Cremonese, dat hem in juli 2017 op definitieve basis overnam van Genoa.
In de zomer van 2018 verliet Ujkani na elf jaar de Italiaanse competitie voor een avontuur bij het Turkse Çaykur Rizespor. Het avontuur werd geen groot succes: Ujkani kwam als doublure van Gökhan Akkan niet verder dan een competitie- en vier bekerwedstrijden. In september 2019 haalde Torino FC hem terug naar Italië. Ujkani fungeerde in Turijn als doublure van Salvatore Sirigu. In twee seizoenen speelde hij er slechts twee officiële wedstrijden: in het seizoen 2019/20 speelde hij op de voorlaatste competitiespeeldag tegen AS Roma (2-3-verlies), en in het seizoen 2020/21 mocht hij op de laatste competitiespeeldag in doel staan tegen Benevento Calcio (1-1).
Na twee seizoenen bij Torino stapte Ujkani over naar Empoli FC.

## Clubstatistieken
| Seizoen | Club            | Land   | Competitie               | Wed. | Goals |
| ------- | --------------- | ------ | ------------------------ | ---- | ----- |
| 2007/08 | US Palermo      | Italië | Serie A                  | 0    | 0     |
| 2008/09 | US Palermo      | Italië | Serie A                  | 1    | 0     |
| 2009/10 | → Novara Calcio | Italië | Lega Pro Prima Divisione | 23   | 0     |
| 2010/11 | Novara Calcio   | Italië | Serie B                  | 36   | 0     |
| 2011/12 | Novara Calcio   | Italië | Serie A                  | 24   | 0     |
| 2012/13 | US Palermo      | Italië | Serie A                  | 19   | 0     |
| 2012/13 | → Chievo        | Italië | Serie A                  | 0    | 0     |
| 2013/14 | US Palermo      | Italië | Serie A                  | 11   | 0     |
| 2014/15 | US Palermo      | Italië | Serie A                  | 3    | 0     |
| 2015/16 | Genoa CFC       | Italië | Serie A                  | 0    | 0     |
|         |                 |        | Totaal                   | 117  | 0     |

## Interlandcarrière
Ujkani werd in 2007 opgeroepen voor de beloften van Albanië, waarmee hij enkele interlands speelde. Op 6 oktober 2008 werd hij voor het eerst opgeroepen voor de nationale ploeg van Albanië. Zijn eerste interland speelde hij op 10 juni 2009 tegen Georgië (1–1). Toenmalig bondscoach Josip Kuže liet hem de volledige wedstrijd spelen. Kosovo verzamelde in 2014 voor het eerst zijn spelers voor een officiële interland, zo ook Ujkani: op 5 maart 2014 speelde hij in de eerste interland van het Kosovaars elftal (0–0).
Op maandag 5 september 2016, enkele uren voor de aftrap van de eerste WK-kwalificatiewedstrijd van Kosovo in en tegen Finland, kreeg Ujkani officieel toestemming van de wereldvoetbalbond (FIFA) om de kleuren van het nieuwe lid Kosovo te verdedigen. Bondscoach Albert Bunjaki mocht voortaan tevens een beroep doen op Alban Meha, Amir Rrahmani, Herolind Shala en Vitesse-speler Milot Rashica.

### Interlands
| №                                     | Datum             | Wedstrijd                       | Uitslag        | Competitie           | Goals          |
| Namens Albanië                        | Namens Albanië    | Namens Albanië                  | Namens Albanië | Namens Albanië       | Namens Albanië |
| ------------------------------------- | ----------------- | ------------------------------- | -------------- | -------------------- | -------------- |
| 1.                                    | 10 juni 2009      | Albanië – Georgië               | 1 – 1          | Vriendschappelijk    | 0              |
| 2.                                    | 12 augustus 2009  | Albanië – Cyprus                | 6 – 1          | Vriendschappelijk    | 0              |
| 3.                                    | 9 september 2009  | Albanië – Denemarken            | 1 – 1          | WK-kwalificatie 2010 | 0              |
| 4.                                    | 14 oktober 2009   | Zweden – Albanië                | 4 – 1          | WK-kwalificatie 2010 | 0              |
| 5.                                    | 17 november 2010  | Albanië – Macedonië             | 0 – 0          | Vriendschappelijk    | 0              |
| 6.                                    | 9 februari 2011   | Albanië – Slovenië              | 1 – 2          | Vriendschappelijk    | 0              |
| 7.                                    | 26 maart 2011     | Albanië – Wit-Rusland           | 1 – 0          | EK-kwalificatie 2012 | 0              |
| 8.                                    | 7 juni 2011       | Bosnië en Herzegovina – Albanië | 2 – 0          | EK-kwalificatie 2012 | 0              |
| 9.                                    | 10 augustus 2011  | Albanië – Montenegro            | 3 – 2          | Vriendschappelijk    | 0              |
| 10.                                   | 2 september 2011  | Albanië – Frankrijk             | 1 – 2          | EK-kwalificatie 2012 | 0              |
| 11.                                   | 6 september 2011  | Luxemburg – Albanië             | 2 – 1          | EK-kwalificatie 2012 | 0              |
| 12.                                   | 7 oktober 2011    | Frankrijk – Albanië             | 3 – 0          | EK-kwalificatie 2012 | 0              |
| 13.                                   | 11 oktober 2011   | Albanië – Roemenië              | 1 – 1          | EK-kwalificatie 2012 | 0              |
| 14.                                   | 29 februari 2012  | Georgië – Albanië               | 2 – 1          | Vriendschappelijk    | 0              |
| 15.                                   | 15 augustus 2012  | Moldavië – Albanië              | 0 – 0          | Vriendschappelijk    | 0              |
| 16.                                   | 7 september 2012  | Albanië – Cyprus                | 3 – 1          | WK-kwalificatie 2014 | 0              |
| 17.                                   | 11 september 2012 | Zwitserland – Albanië           | 2 – 0          | WK-kwalificatie 2014 | 0              |
| 18.                                   | 12 oktober 2012   | Albanië – IJsland               | 1 – 2          | WK-kwalificatie 2014 | 0              |
| 19.                                   | 6 februari 2013   | Albanië – Georgië               | 1 – 2          | Vriendschappelijk    | 0              |
| 20.                                   | 26 maart 2013     | Albanië – Litouwen              | 4 – 1          | Vriendschappelijk    | 0              |
| Namens Kosovo                         |                   |                                 |                |                      |                |
| 1.                                    | 5 maart 2014      | Kosovo – Haïti                  | 0 – 0          | Vriendschappelijk    | 0              |
| 2.                                    | 7 september 2014  | Kosovo – Oman                   | 1 – 0          | Vriendschappelijk    | 0              |
| Totaal                                | Totaal            | Totaal                          | Totaal         | Totaal               | 0              |
| Laatst bijgewerkt op 1 november 2014. |                   |                                 |                |                      |                |

## Erelijst
| Kampioen Serie B | 1x | 2013/14 |